# بيتر شنايدر (لاعب هوكي الجليد)
بيتر شنايدر (بالألمانية: Peter Schneider)‏ هو لاعب هوكي الجليد نمساوي، ولد في 4 أبريل 1991 في كلوسترنوبرغ في النمسا.

## وصلات خارجية
- بيتر شنايدر على موقع EliteProspects.com (الإنجليزية)